# Plasma (sangre)

Componentes del tejido sanguíneo

El plasma es la fracción acelular de la sangre. Se obtiene al dejar a la sangre desprovista de células como los glóbulos rojos y los glóbulos blancos. Está compuesto por un 90 % de agua, un 7 % de proteínas, y el 3 % restante por grasa, glucosa, vitaminas, hormonas, oxígeno y dióxido de carbono, además de productos de desecho del metabolismo como el ácido úrico. A estos se les pueden añadir otros compuestos como las sales y la urea. Es el componente mayoritario de la sangre, representando aproximadamente el 55% del volumen sanguíneo total, mientras que el 45 % restante corresponde a los elementos formes (tal magnitud está relacionada con el hematocrito).
El suero es el remanente del plasma sanguíneo una vez consumidos los factores hemostáticos por la coagulación de la sangre.
- El plasma es salado, arenoso y de color amarillento traslúcido.
- Además de poder transportar los elementos formes, mantiene diferentes sustancias en solución, la mayoría de las cuales son productos del metabolismo celular.
- La viscosidad del plasma sanguíneo es 1,5 veces la del agua.
- El plasma es una de las reservas líquidas corporales. El total del líquido corporal (60 % del peso corporal; 42 L para un adulto de 70 kg) está distribuido en tres reservas principales: el líquido intracelular (21-25 L), el líquido intersticial (10-13 L) y el plasma (3-4 L). El plasma y el líquido intersticial en conjunto hacen al volumen del líquido extra celular (14-17 L).

## Composición

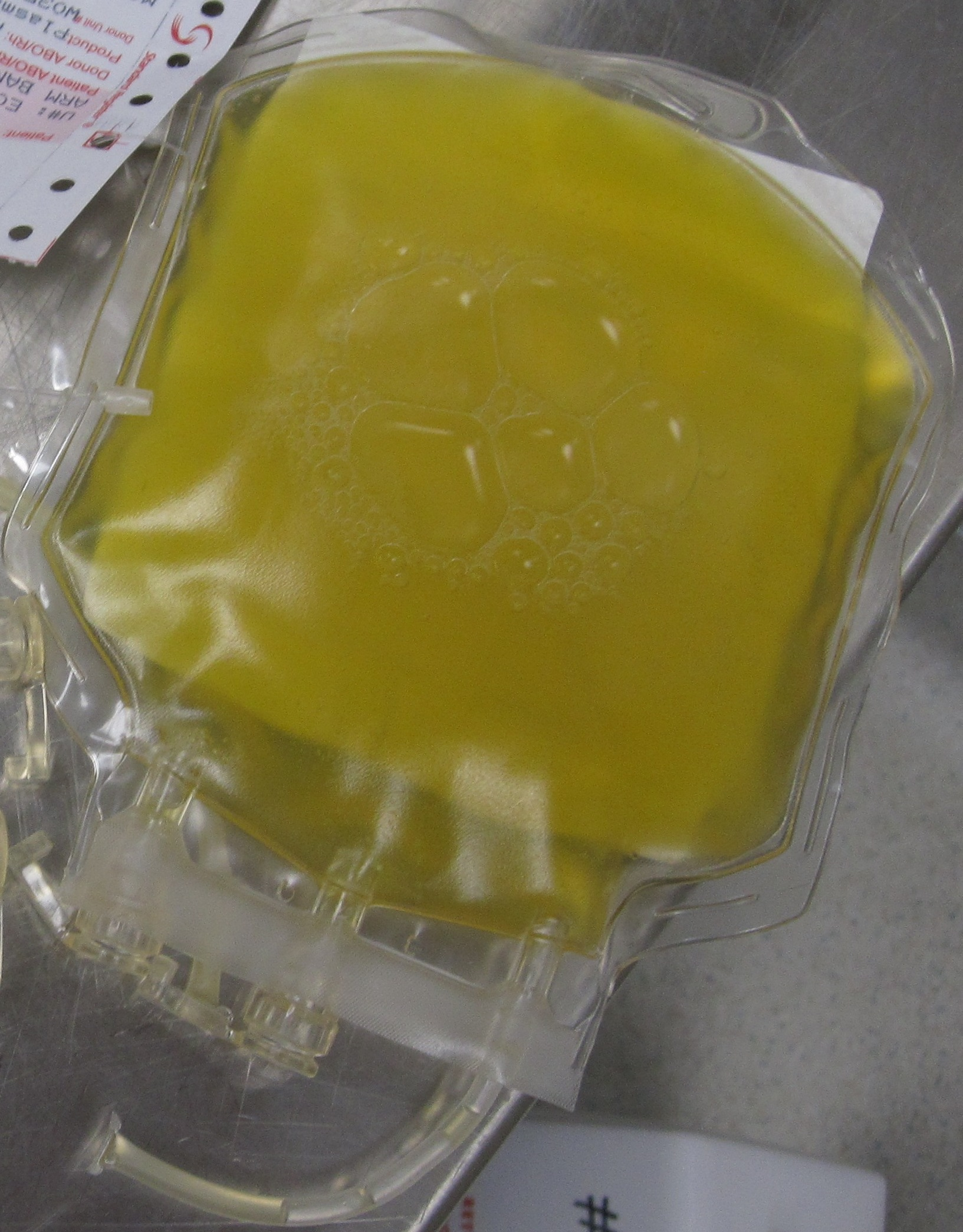
Una bolsa con una unidad de plasma fresco congelado.

El plasma es un fluido coloidal de composición compleja que contiene numerosos componentes. Abarca el 55% del volumen sanguíneo. Está compuesto por un 91,5 % de agua, además de numerosas sustancias inorgánicas y orgánicas (solutos del plasma), distribuidas de la siguiente forma:
- LDL, HDL, protrombina, transferrina.
- Metabolitos orgánicos (no electrolíticos) y compuestos de desecho (20 %), fosfolípidos (280 mg/dL), colesterol (150 mg/dL), triacilgliceroles (125 mg/dL), glucosa (100 mg/dL), urea (15 mg/dL), ácido láctico (10 mg/dL), ácido úrico (3 mg/dL), creatinina (1,5 mg/dL), bilirrubina (0,5 mg/dL) y sales biliares (trazas).

### Componentes inorgánicos
- Componentes inorgánicos (10 %)
  - Cloruro de sodio (NaCl)
  - Bicarbonato de sodio (NaHCO3)
  - Cloruro de calcio (CaCl2)
  - Cloruro de magnesio (MgCl2)
  - Cloruro de potasio (KCl)
  - sulfato de sodio (Na2SO4)

### Componentes proteicos
Funciones de conjunto de las proteínas plasmáticas:
- Función oncótica manteniendo el volumen plasmático y la volemia.
- Función tampón o buffer colaborando en la estabilidad del pH sanguíneo.
- Función reológica por su participación en la viscosidad de la sangre, y por ahí, mínimamente contribuyen con la resistencia vascular periférica y la presión vascular (tensión arterial).
- Función electroquímica, interviniendo en el equilibrio electroquímico de concentración de  (Efecto Donnan).

Las proteínas plasmáticas se clasifican en:
- Albúmina: intervienen en el control del nivel de agua en el plasma sanguíneo, y en el transporte de lípidos por la sangre.
- Globulinas: relacionadas fundamentalmente con mecanismos de defensa del organismo.
- Fibrinógeno: proteína esencial para que se realice la coagulación sanguínea.

### Otros solutos
Otros solutos 1,5 %
- Sales minerales
- Nutrientes
- Gases disueltos
- Sustancias reguladoras
- Vitaminas
- Productos de desecho

## Origen
Los componentes del plasma se forman en varias partes del organismo:
- En el hígado se sintetizan todas las proteínas plasmáticas salvo las inmunoglobulinas, que son producto de síntesis de las células plasmáticas.
- Las glándulas endocrinas secretan sus hormonas correspondientes hacia la sangre.
- El riñón mantiene constante la concentración de agua y solutos salinos.
- Los lípidos son aportados por los colectores linfáticos.
- Otras sustancias son introducidas por absorción intestinal.